# قاضي (ما بعد الاتحاد السوفيتي)
القاضيات أو القاضي (الروسية: Кадиат) هو تقسيم إقليمي للمسلمين أيام الاتحاد السوفيتي الذين يعيشون في آسيا الوسطى وتتارستان والقوقاز، وهو مرتبط بالقاضي في الإسلام؛ وفي بعض الحالات يكون تابعًا لتقسيم المفتي. على غرار المسيحية، يُعتبر منصب القاضي أبرشية.
وبما أن الإسلام السني لا ينص على أي تسلسل هرمي رسمي أو كهنوت، فإن القضاة موجودون بشكل أساسي في المنظمات الإسلامية في أوروبا وآسيا الوسطى، وخاصة في جنوب شرق أوروبا والدول المنبثقة عن الاتحاد السوفييتي السابق.
في روسيا وأجزاء أخرى من الاتحاد السوفييتي السابق، تكون المحتسبة تابعة مباشرة للقضاء.
كان للإمبراطورية العثمانية تقسيم إقليمي مماثل يسمى "قاضيلق [الإنجليزية]
"، والذي كان يهتم بالعدالة والضرائب أكثر من الدين.

## طالع أيضًا
- قاضي
- المفتي
- مفتيات
- محتسبات [الإنجليزية]
- محلة